# Al-Farajta
Al-Farajta (arab.: الفرائطة) – miasto w Maroku, w prowincji Al-Kalat as-Saraghna, w regionie Marrakesz-Safi. W 2014 liczyło 11 298 mieszkańców.